# Chao Wen-Khan
Chao Wen-Khan es un deportista taiwanés que compitió en taekwondo. Ganó una medalla de plata en el Campeonato Asiático de Taekwondo de 1984, en la categoría de –84 kg.

## Palmarés internacional
| Representando a China Taipéi |                    |                  |           |
| Campeonato Asiático          |                    |                  |           |
| Año                          | Lugar              | Medalla          | Categoría |
| 1984                         | Manila (Filipinas) | Medalla de plata | –84 kg    |